# Luciana Tufani
Luciana Tufani (Trieste, 8 aprile 1940) è una scrittrice, editrice e femminista italiana. Direttrice della prima rivista italiana di recensioni Leggere Donna, fondatrice e presidente del Centro Documentazione Donna di Ferrara.

## Biografia
Figlia di madre slovena e padre napoletano, vive l'infanzia a Milano per poi trasferirsi con la famiglia a Ferrara. Laureata in Chimica, insegna materie scientifiche nelle scuole secondarie di primo e secondo grado. Impegnata femminista inizia a partecipare al Movimento delle donne dagli anni Sessanta quando si iscrive all'Unione donne in Italia. Nel 1980 con altre femministe ferraresi, apre il Centro Documentazione Donna di Ferrara. Il CDD pubblica da subito un Bollettino che cambia presto veste grafica e periodicità, dando origine nello stesso anno alla rivista Leggere Donna. Luciana Tufani ne assume la direzione editoriale diventandone poi anche editrice. Pubblica vari contributi su scrittrici ed editoria_femminista_italiana, tiene corsi semestrali presso l'Università degli Studi di Ferrara, promuove incontri sull'uso corretto del genere femminile nella lingua italiana secondo l'insegnamento di Alma Sabatini e collabora all'associazione Genere, lingua e politiche linguistiche, fondata da Giuliana Giusti, docente di linguistica dell'Università Ca' Foscari Venezia. 
Nel 1990 contribuisce alla nascita della Rete Lilith, strumento che mette in collegamento i centri di documentazione, gli archivi e le biblioteche delle donne presenti sul territorio nazionale diventandone presidente dal 1993 al 1995 e poi di nuovo dal 2021. In questa veste partecipa al convegno internazionale dei Centri delle donne che si svolge a Boston, presso il Radcliffe College dell'Università di Harvard nel giugno 1994 con la relazione: The Information Network Italian Feminism in an International Context.
Dal 2015 al 2020 col CDD organizza incontri al Ridotto del Teatro Comunale di Ferrara su temi collegati agli spettacoli della stagione di prosa e di danza. Ancora col Centro Documentazione Donna organizza nel 2018 il convegno nazionale Ieri, oggi e domani, riflessione su come siano mutati i linguaggi e i comportamenti derivati dal femminismo.
Luciana Tufani compare come personaggio in due romanzi gialli.

## Attività

### Biennale dell'umorismo
La prima esperienza femminista italiana che aveva sfruttato l'immediatezza comunicativa del fumetto era stata Strix - Giornale di fumetti ed altro - fatto da donne pubblicato a Milano nel 1978 e nel 1979.
Tufani dal 1985 al 2003, in collaborazione con il CDD, ripropone il linguaggio del fumetto promuovendo La Biennale dell'umorismo di Ferrara intitolata Le donne ridono. Vi espongono fumettiste satiriche di tutto il mondo, sia note che esordienti. 
Le edizioni sono state in tutto nove: 
- 1985 Le donne ridono, 2-28 aprile Sala Boldini con concorso esordienti, ciclo film, incontri
- 1987 Le donne ridono, 6-15 dicembre Sala Boldini con concorso esordienti, ciclo film, catalogo in Leggere Donna, n. 10
- 1989 Madri e figlie, a cura di Luciana Tufani e Cristina Casanova, all'ex chiesa di San Romano
- 1991 Chi trova un'amica, a cura di Luciana Tufani e Maureen Lister, all'ex chiesa di San Romano
- 1993 Ridisegna la storia, a cura di Luciana Tufani e Maureen Lister, all'ex chiesa di San Romano
- 1995 Donne, denaro e debiti, a cura di Luciana Tufani e Maureen Lister, all'ex chiesa di San Romano
- 1997 Siamo senza parole, a cura di Luciana Tufani e Maureen Lister, all'ex chiesa di San Romano
- 1999 Così ridiamo, a cura di Luciana Tufani, al Castello Estense
- 2003 Ogni donna è un’isola, a cura di Luciana Tufani, al Museo dell'illustrazione

Dal 1987 cura personalmente, avvalendosi di varie collaborazioni, la pubblicazione dei relativi cataloghi; gli ultimi tre vedono la luce nella collana Le Gorgoni.

### Leggere Donna
Il Bollettino del Centro Documentazione Donna di Ferrara, dopo le prime uscite, cambia rapidamente veste grafica e linea editoriale diventando un periodico bimestrale dal titolo Leggere Donna. Tufani ne assume la direzione fin dal 1980 e la trasforma nella prima rivista italiana dedita prevalentemente a recensioni di libri, letteratura, cinema, musica, arte e teatro, tutto di produzione femminile. La rivista è disponibile sia in forma cartacea che digitale, presente in numerose biblioteche pubbliche.

### Luciana Tufani Editrice
Nel 1996 decide di mettere a frutto l'esperienza maturata in anni di direzione di Leggere Donna e di ampliare le proposte editoriali pubblicando libri di narrativa, saggi e critica letteraria scritti da donne italiane e straniere. Nasce così a Ferrara la Luciana Tufani Editrice. Uno dei primi titoli pubblicati è la riedizione ampliata di un suo saggio del 1994: Leggere donna: nuova guida all'acquisto dei libri di donne.
Negli anni il catalogo si arricchisce di autrici di rilevanza internazionale, fra loro Margaret Drabble, Michèle Roberts, S. Corinna Bille, Anne Hébert, Annemarie Schwarzenbach, Maria Mercè Marçal. Ripubblica inoltre opere di scrittrici dell'800, come Cristina Trivulzio di Belgiojoso.
Questa esperienza lavorativa, continuata negli anni e tuttora feconda (settembre 2022), è raccontata dalla stessa Tufani in un contributo esposto al convegno Le graphie della cicogna. La scrittura delle donne come ri-velazione, tenuto a Padova nel novembre 2010, e pubblicato due anni più tardi.
Dal 2013 la rivista Leggere Donna e la casa editrice vengono formalmente unite e assumono la denominazione Associazione culturale Leggere Donna-Luciana Tufani Editrice.

## Scritti
- Perché la stampa femminile?, a cura dell'Unione donne italiane di Ferrara. Ferrara: Bovolenta, 1977; p. 179-250
- Leggere Donna: guida all’acquisto dei libri di donne. Roma: Edizioni e/o, 1994
- Leggere Donna: nuova guida all’acquisto dei libri di donne. Ferrara: Tufani editrice, 1996
- The Information Network Italian Feminism in an International Context, in: Women, Information and the Future:  Collecting and Sharing  Resources Worldwide, Highsmith Press 1995;  p. 210-216
- E la narrativa?, in: Aida Ribero e Ferdinanda Vigliani (a cura di), 100 titoli: giuda ragionata al femminismo degli anni Settanta. Ferrara: Tufani editrice, 1998 ISBN 9788886780209; p. 322-326
- Da Leggere Donna a pubblicare donna: l’esperienza di un’editrice, in: Le graphie della cicogna, a cura di Saveria Chemotti. Padova: Il poligrafo, 2021 ISBN 9788871157757; p. 245-250